# Kolonia Kenii
Kolonia Kenii (ang. Kenya Colony) – historyczna brytyjska kolonia położona na wschodnim wybrzeżu Afryki, na terenie obecnej Kenii, istniejąca w latach 1920–1963. Powstała przez wyodrębnienie kolonii z Protektoratu Afryki Wschodniej.